# Botrucnidiferidae
Botrucnidiferidae é uma família de corais antozoários da ordem Ceriantharia.

## Géneros
- Botruanthus McMurrich, 1910
- Botrucnidifer Carlgren, 1912
- Cerianthula van Beneden, 1897